# Districtul Phrai Bueng
Phrai Bueng (în thailandeză ไพรบึง) este un district (Amphoe) din provincia Sisaket, Thailanda, cu o populație de 47.725 de locuitori și o suprafață de 248,8 km².

## Componență
Districtul este subdivizat în 6 subdistricte (tambon), care sunt subdivizate în 81 de sate (muban).
| Nr. | Nume          | În thailandeză | Sate | Locuitori |  |
| --- | ------------- | -------------- | ---- | --------- |  |
| 1.  | Phrai Bueng   | ไพรบึง          | 21   | 16,121    |  |
| 2.  | Din Daeng     | ดินแดง          | 9    | 5,108     |  |
| 3.  | Prasat Yoe    | ปราสาทเยอ      | 11   | 4,872     |  |
| 4.  | Samrong Phlan | สำโรงพลัน       | 17   | 11,448    |  |
| 5.  | Suk Sawat     | สุขสวัสดิ์         | 12   | 5,634     |  |
| 6.  | Non Pun       | โนนปูน          | 11   | 4,393     |  |